# ماعت
الإلهة ماعت إلهة الحق والعدل والنظام في الكون، تمثل بهيئة سيدة تعلو رأسها ريشة النعام رمز العدالة، وكما في الصورة نجدها ممسكة مفتاح الحياة (عنخ) في أحد يديها وتمسك في يدها الأخرى صولجان الحكم. وأحيانا يرمز لإلهة الحق والعدل بالريشة.
فقط مثلما نجد في السطر الثاني في القائمة الآتية التي تتكون من 8 طرق مختلفة لكتابة اسم ماعت. ويقرأ اسم الماعت في هذه القائمة من اليسار إلى اليمين، بعكس ما كان يكتب الكاتب المصري القديم فقد كان يكتب من اليمين إلى اليسار. وينسب للمعبودة ماعت أيضا التحكم في فصول السنة وحركة النجوم، لهذا سميت مصر قديما (أرض النيل والماعت).

## دورها في الحساب عند قدماء المصريين
كانت الإلهة ماعت تمثل لدى قدماء المصريين «العدل» و«الحق» والنظام الكوني و «الخلق الطيب»، بهذا تتبوء ريشتها في محكمة الآخرة مركزا مميزا، حيث يقاس بالنسبة لريشة الحق «معات» وزن قلب الميت لمعرفة ما فعله الميت في دنياه من حياة صالحة سوية مستقيمة تتفق مع «الماعت» أم كان جبارا عصيا لا يؤتمن إليه كذابا.
مما يذكر في كتاب الموتى عند قدماء المصريين بأنه عند حساب المتوفي في العالم الآخر كان قلب الميت يوضع على الميزان في كفة وريشة الإلهة ماعت في الكفة الاخري. فاذا رجحت كفة الريشة فإنه يدخل الفردوس في معتقداتهم، وأما إذا رجحت كفة القلب فإنه يذهب إلى الفناء والذي كانت المعتقدات المصرية القديمة تمثله على هيئة وحش مفترس تخيلي اسمه عمعموت، رأسه رأس التمساح وجسمه جسم الأسد والجزء الخلفي له من جسم فرس النهر. وكانت هيئة المحكمة في العالم الآخري تتكون من 42 قاضي بعدد أقاليم مصر، ويرأسهم أوزيريس.

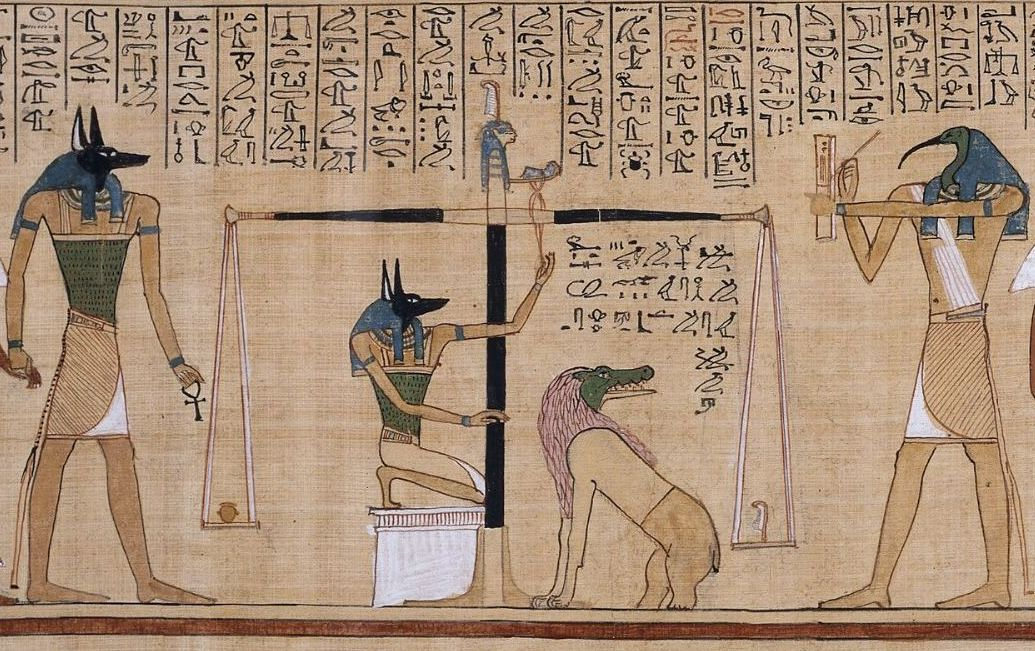
جزء من كتاب الموتى ل «حونفر» [Hunefer] (حوالي 1275 قبل الميلاد) تبين عملية وزن قلب حونفر في الميزان والمقارنة بريشة ماعت (الحقيقة والعدل) ويقوم بها الإله أنوبيس. ويقوم الإله تحوت بتسجيل نتيجة الميزان. فإذا كان قلب الميت أخف من الريشة سمح له الحياة في الآخرة. وإذا كان قلب الميت أثقل من «ريشة الحقيقة» (ماعت) فمعنى ذلك أن الميت كان جبارا عصيا وكاذبا في حياته في الدنيا يفعل المنكرات، عندئذ يلقى بقلبه ويلتهمه الوحش الخرافي عمعميت المنتظر بجانب الميزان، وتكون هذه هي نهايته الأبدية.

وتصور قدماء المصريين عن يوم الحساب أن يصاحب أنوبيس الميت إلى قاعة المحكمة، ويبدأ القضاة في استجواب الميت عن أفعاله في الدنيا، وهل كان متبعا ال ماعت (الطريق القويم) أم كان من المذنبين. ويبدأ الميت في الدفاع عن نفسه ويقول: لم أقتل أحدًا، ولم أفضح إنسانًا، ولم أشكو عاملًا لدى رئيس عمله، ولم أسرق. وقد كنت أطعم الفقير، وأعطي ملبس للعريان، وكنت أساعد اليتامى والأرامل، وكنت أعطي العطشان ماءً. ثم يبدأ القضاة في سؤاله عن معرفته بالآلهة، فكان عليه أن يذكر الآلهة بأسمائها وحذار أن ينسى واحدا منهم. وكان كتاب الموتى الذي يوضع معه في القبر يساعده على (المذاكرة) وحفظ أسماء الآلهة المهمين أثناء تواجده في القبر. ثم يأتي وقت البعث ويذهب أنوبيس بالميت إلى عملية وزن القلب أمام ريشة ماعت للفصل في الأمر. فإذا نجح في ذلك يسموه «صادق القول» بمعني المغفور له. ويعيدوا تركيب قلبه في جسمه (المحنط) ويعطوه ملابسا بيضاء زاهرة ويدخل جنة، يلتحق فيها بزوجته ويساعدهما فيها خدم يسمون أوجيبتي  أي مجيبين ويلبون طلباتهما. وإذا لم ينجح وطب قلب الميت في الميزان، يكون هالكا حيث يكون عمعموت  واقفا بجانب الميزان منتظرا لكي يلقوا إليه القلب المذنب فيلتهمه على الفور، ويكون ذلك المصير النهائي للفقيد.

## القانون
لم يتبق الكثير من الكتابات التي تصف ممارسة القانون المصري القديم. كانت ماعت أقرب إلى الروح التي يتم بها تطبيق العدالة، وليست العرض القانوني المفصل للقواعد. مثلت ماعت القيم العادية والأساسية التي شكلت خلفية العدالة التي يجب تنفيذها بروح الحقيقة والإنصاف. منذ الأسرة الخامسة (2510 - 2370 قبل الميلاد) فصاعدًا، أطلق على الوزير المسؤول عن العدالة اسم كاهن ماعت، وفي فترات لاحقة ارتدى القضاة صور ماعت.
جسد العلماء والفلاسفة اللاحقون أيضًا مفاهيم من تعاليم سباييت، وهي أحد أنواع أدب الحكمة المصري. كانت هذه النصوص الروحية ترتبط بالمواقف الاجتماعية أو المهنية الشائعة، وكيف كان من الأفضل حلها أو معالجتها بروح ماعت. كانت نصائحها عملية للغاية، وترتكز بشكل كبير على كل حالة بمفردها، لذلك يمكن اشتقاق القليل من القواعد الخاصة والعامة منها.
خلال الفترة اليونانية في التاريخ المصري، كان القانون اليوناني موجودًا إلى جانب القانون المصري. حافظ القانون المصري على حقوق المرأة، التي سُمح لها بالتصرف بشكل مستقل عن الرجل وامتلاك ممتلكات شخصية عديدة، ومع مرور الوقت، أثر هذا على التقاليد اليونانية والرومانية الأكثر تقييدًا. عندما سيطر الرومان على مصر، تم فرض النظام القانوني الروماني، الذي كان قائماً في جميع أنحاء الإمبراطورية الرومانية، في مصر.

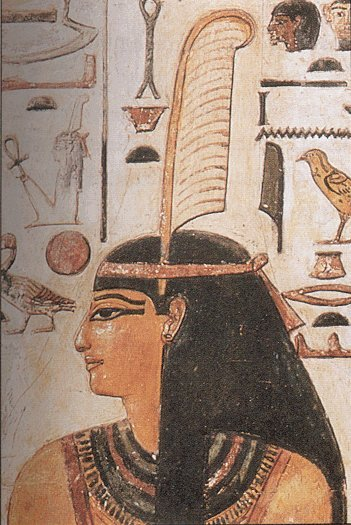
ماعت مرتدية ريشة الحقيقة

## الكتبة
شغل الكتبة مناصب مرموقة في المجتمع المصري القديم لأهميتهم في نقل المعلومات الدينية والسياسية والتجارية.
كان تحوت راعي الكتبة، ووصف بأنه «الذي يكشف ماعت ويحسب ماعت؛ يحب ماعت ويعطي ماعت لفاعل ماعت». في بعض النصوص مثل تعاليم أمينيموبي، ينصح الكاتب باتباع تعاليم ماعت في حياته الخاصة وكذلك عمله. تم تأكيد الحث على العيش وفقًا لماعت بكثرة لدرجة أن وصف هذا النوع من النصوص التعليمية بـ «أدب ماعت».

## كإلهة
كانت ماعت إلهة الوئام والعدالة والحقيقة ممثلة كامرأة شابة. في بعض الأحيان يتم تصويرها بأجنحة على كل ذراع أو كامرأة بريشة نعام على رأسها. مغزى هذا الشعار غير مؤكد، ومن المعروف أن الإله شو، الذي في بعض الأساطير هو شقيق ماعت، يرتديه أيضًا. تم تصوير ماعت كإلهة منذ منتصف عصر المملكة القديمة (2680 إلى 2190 قبل الميلاد).
وضع إله الشمس رع ابنته ماعت مكان إيسفيت (الفوضى). ورث الملوك واجب ضمان بقاء ماعت في مكانها، وقيل إنهم (مع رع) «يعيشون على ماعت»، وقد أكد أخناتون (حكم من 1372 إلى 1355 قبل الميلاد) بشكل خاص على ذلك المفهوم إلى درجة اعتبرها معاصرو الملك تعصبًا. قام بعض الملوك بدمج ماعت في أسمائهم، وكان يشار إليهم بأسماء مثل سيد ماعت، أو ميري ماعت (محبوب ماعت).
كان لماعت كذلك دور محوري في تقليد وزن القلب.

### اعترافات النفي في بردية العاني
يمكن أن تكون الاعترافات النافية التي قد يدلي بها المرء بعد الموت فردية، أي تختلف من شخص لآخر. هذه هي الاعترافات الموجودة في بردية العاني.
1. لم أرتكب خطأ.
2. لم أسرق.
3. لم أنهب.
4. لم أقتل الناس.
5. لم أتلف ما يعرض من طعام.
6. لم أطفف المكيال والميزان.
7. لم أسرق ممتلكات الله.
8. لم أكذب.
9. لم أسرق الطعام.
10. لم أكن عبوسًا.
11. لم أزن مع الزناة.
12. لم أجعل (أحدا) يبكي.
13. لم أنافق.
14. لم أعتد.
15. لم أقم بتربح من الحبوب.
16. لم أسرق قطعة أرض.
17. لم أنقل (الأسرار).
18. لم أقم بدعاوى قضائية.
19. لم أجادل على الإطلاق حول الملكية.
20. لم أمارس الجنس مع امرأة متزوجة.
21. لم أمارس الجنس مع امرأة متزوجة. (يكرر التأكيد السابق ولكنه موجه إلى إله آخر).
22. لم أجامع (بخلاف الطبيعة).
23. لم أسبب الرعب.
24. لم أتعدى على الناموس.
25. لم أكن حاد (-المزاج).
26. لم أتجاهل الكلمات الصادقة.
27. لم أشتم.
28. لم أكن عنيفًا.
29. لم أغير (الحقيقة).
30. لم أكن غير صبور.
31. لم أجادل.
32. لم أكن أثرثر بشأن الأمور.
33. لم أظلم أحداً ، أنا لم أفعل شر.
34. لم أجادل الملك.
35. لم أخض في الماء.
36. لم يكن صوتي عالياً (تكلم بغرور أو غضب).
37. لم ألعن إلهاً.
38. لم أكن متباهيًا.
39. لم أؤذي طعام الآلهة.
40. لم أسرق كعكات خنفو المباركة من (الميت).
41. لم أسرق كعكات هنفو من الشباب ، (ولم) أقيد إله مدينتي.
42. لم أقتل الماشية المقدسة.[14][15]

### المعابد
أقدم دليل على وجود معبد مخصص لعبادة ماعت يعود إلى عصر الدولة الحديثة (حوالي 1569 إلى 1081 قبل الميلاد). وللأهمية الكبيرة التي كانت تولى لماعت، أمر أمنحتب الثالث بإنشاء معبد لها في مجمع الكرنك، وتشير الأدلة النصية إلى وجود معابد أخرى لماعت في منف ودير المدينة. كما استخدم معبد ماعت في الكرنك كمحكمة للاجتماع فيما يتعلق بعمليات السطو على المقابر الملكية خلال حكم رمسيس التاسع.
| U5 · a | t | C10 |

| or | H6 |

| or | U5 · D36 | X1 | Y1 · Z1 · Z1 · Z1 · Z1 |

| or | U1 | Aa11 · X1 | C10 |

| or | C10 |

| or | U5 · D42 | X1 · Y1 · Z2 | I12 |

| or | U5 · D42 · X1 | H6 | C10 | Y1 | Z3 |

| or | H6 | X1 · H8 | C10 |

| U5 · a | t | C10 |

| or | H6 |

| or | U5 · D36 | X1 | Y1 · Z1 · Z1 · Z1 · Z1 |

| or | U1 | Aa11 · X1 | C10 |

| or | C10 |

| or | U5 · D42 | X1 · Y1 · Z2 | I12 |

| or | U5 · D42 · X1 | H6 | C10 | Y1 | Z3 |

| or | H6 | X1 · H8 | C10 |

## اقرأ أيضا
- جبل ماعت
- نصوص الأهرام
- نصوص التوابيت
- كتاب الموتى
- سوكر
- كتاب الموتى